# 14316 Higashichichibu
14316 Higashichichibu (1977 ES7) là một tiểu hành tinh nằm phía ngoài của vành đai chính được phát hiện ngày 12 tháng 3 năm 1977 bởi H. Kosai và K. Hurukawa ở Trạm Kiso thuộc Đài thiên văn Tokyo.